# Murex tribulus
Murex tribulus, tiếng Anh thường gọi là Caltrop murex, là một loài ốc biển săn mồi cỡ lớn, là động vật thân mềm chân bụng sống ở biển thuộc họ Muricidae, họ ốc gai.

## Hình ảnh

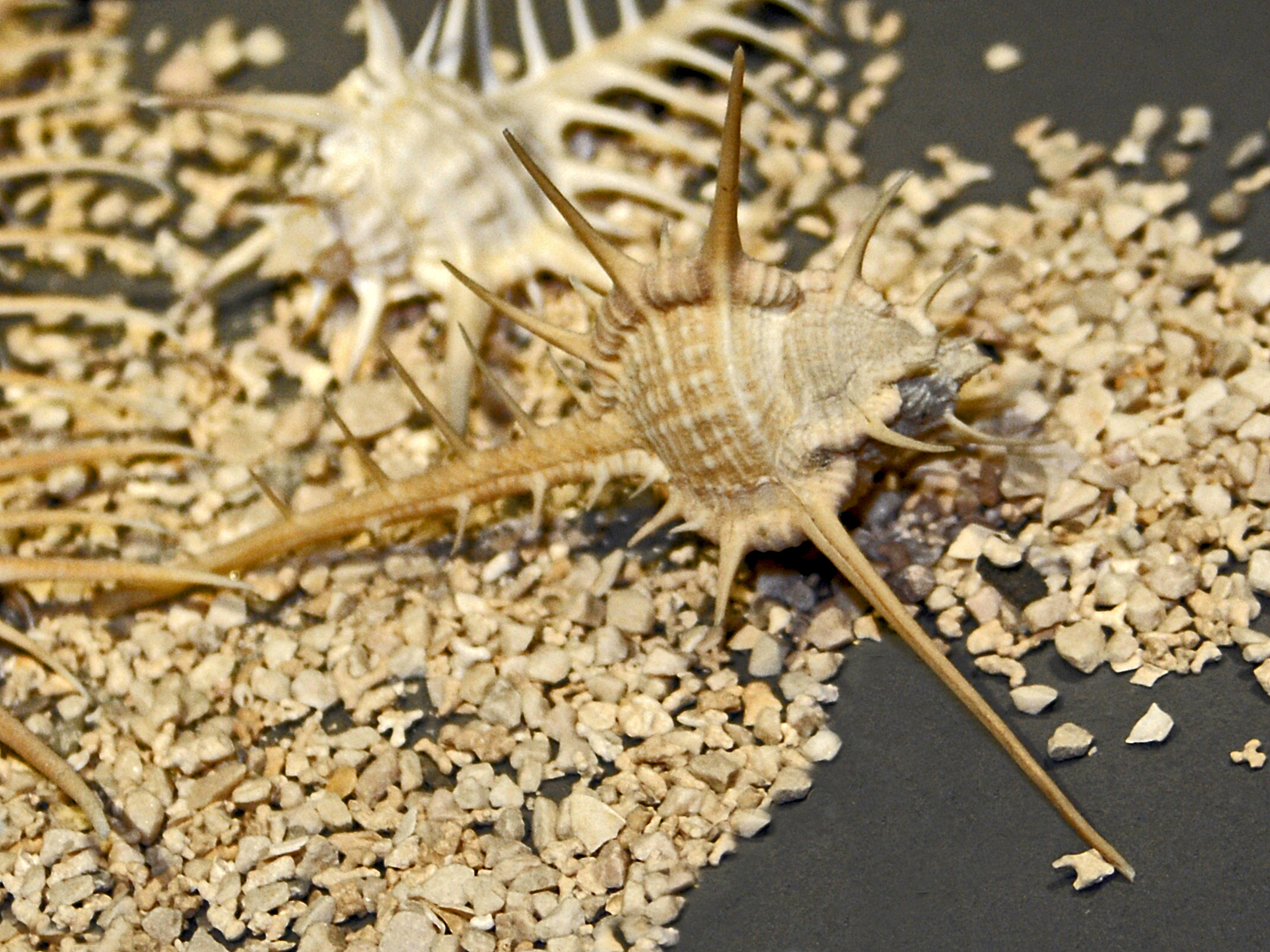